# Peter Lely
Pour les articles homonymes, voir Lely.
Sir Peter Lely, de son vrai nom Pieter Van der Faes, né le 14 septembre 1618 à Soest en comté de La Marck, mort le 30 novembre 1680 à Londres, est un peintre d'origine néerlandaise. Il a connu une immense popularité comme portraitiste en Angleterre où il s'établit dans les années 1640. C'était aussi un grand amateur d'art, qui possédait une belle collection de dessins d'artistes.

## Biographie
Né Pieter van der Faes, d'une famille hollandaise établie à Soest, en comté de La Marck, où son père était officier dans les forces armées de l'électeur de Brandebourg, Lely apprend la peinture à Haarlem, sous l'égide de Frans Pietersz. de Grebber. Il est nommé maître de la guilde de saint Luc en 1635. On raconte qu'il choisit le surnom de Lely (orthographié parfois Lilly) en souvenir du lys héraldique qui ornait le pignon de la maison natale de son père à La Haye. 
Lely arrive à Londres vers 1641. Ses premiers tableaux anglais, scènes mythologiques ou religieuses, portraits dans un décor pastoral, trahissent l'influence de Van Dyck et du baroque néerlandais. Il fut soutenu par le comte de Northumberland qui l'a introduit auprès de la noblesse anglaise.
Ses portraits sont accueillis favorablement et il prend la succession de Van Dyck en devenant le portraitiste à la mode en Angleterre. Il devient membre de la compagnie des peintres et teinturers en 1647, portraitiste officiel de Charles I dont l'exécution ne jette aucune ombre sur sa carrière puisqu'il peint le portrait d'Olivier Cromwell (avec les verrues et le reste) et de son fils Richard.
Vers 1650, le poète Richard Lovelace rédige deux poèmes à Lely : Peinture et Voyez quelle ombrageuse majesté.... C'est une période où Lely amassa une importante fortune personnelle et commença à collectionner les maîtres anciens y compris des œuvres de Van Dyck, lors de la vente de la collection de Charles Ier.
Après un assez long séjour en Hollande, il revint à Londres vers 1659, et se trouva au sommet de sa gloire comme peintre à la mode dans les années 1660. Pour répondre à l'énorme demande de ses portraits d'un nouveau genre, il organisa un atelier très actif. Excepté pour ses clients importants, il faisait réaliser les fonds et les draperies par des assistants, les autres exécutant des copies à la commande. La nature industrielle de cette entreprise lui valut des critiques. Un de ses détracteurs se plaignait que "Sir Lely changeait un original pour une copie, en particulier pour les acheteurs qui n'entendaient rien à la peinture".

## Œuvres
- Le Concert (Lily et sa famille), 1640-1658, huile sur toile, 123 × 234 cm, Institut Courtauld, Londres[2]
- Jeune homme en berger, 1658-1665, huile sur toile, 91 × 76 cm, Dulwich Picture Gallery, Londres[4]
- Deux Dames de la famille Lake, v. 1660, huile sur toile, 127 × 181 cm, Tate Britain, Londres[3]
- Lady Charlotte Fitzroy (devenue comtesse de Lichfield)[5], v. 1674, huile sur toile, 50 × 40 cm, York City Art Gallery[6]
- Portrait de Marie, princesse d'Orange, 1677-1680, huile sur toile, 123 × 102 cm, Collection de James Stunt
- Elizabeth Murray, Lady Tollemache, ultérieurement Comtesse de Dysart et Duchesse de Lauderdale (1626-1698) avec un serviteur Noir, huile sur toile, 124 x 120 cm, Collection National Trust, Ham House[7]

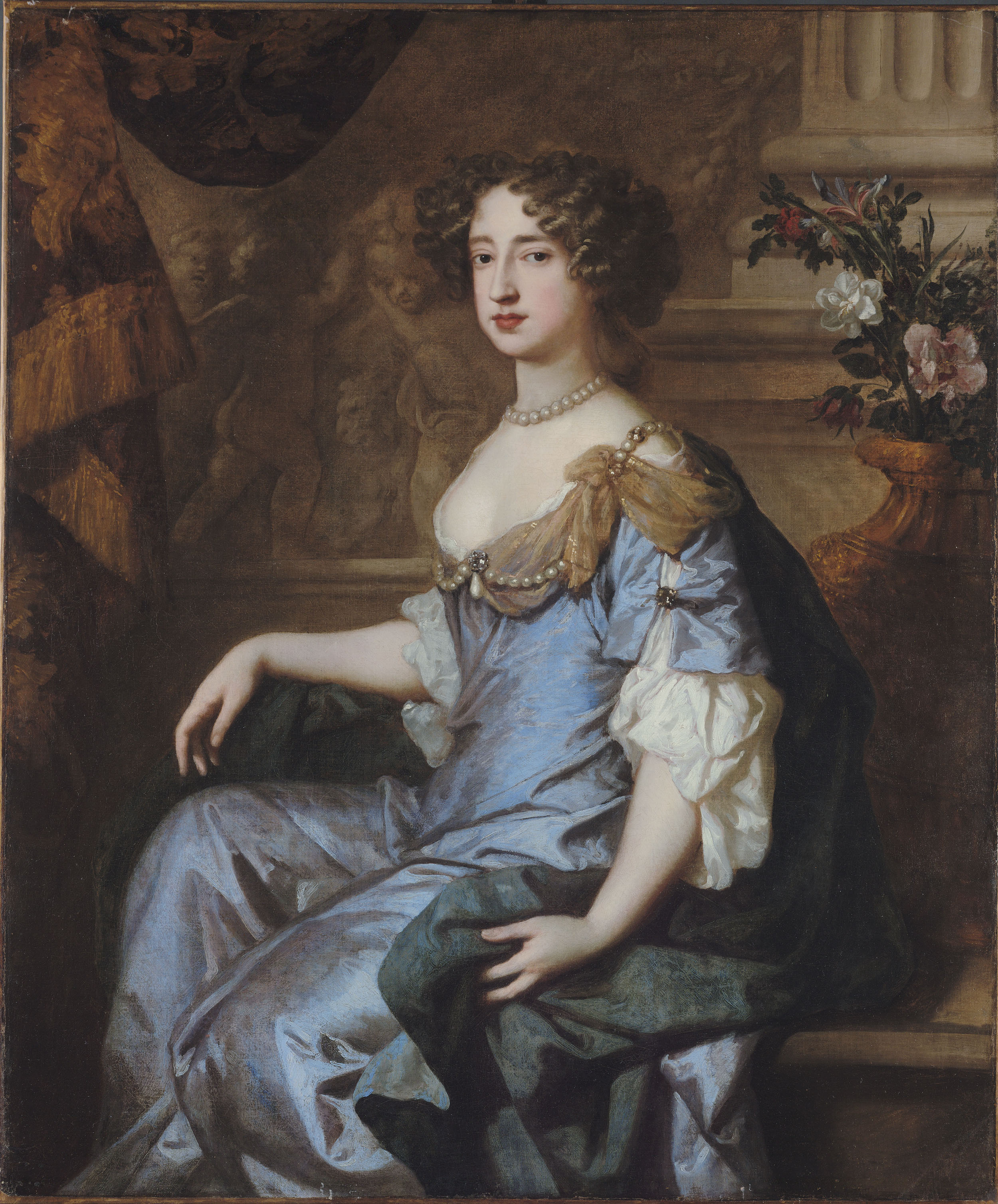
Princesse d'Orange, 1677-1680 Collection James Stunt
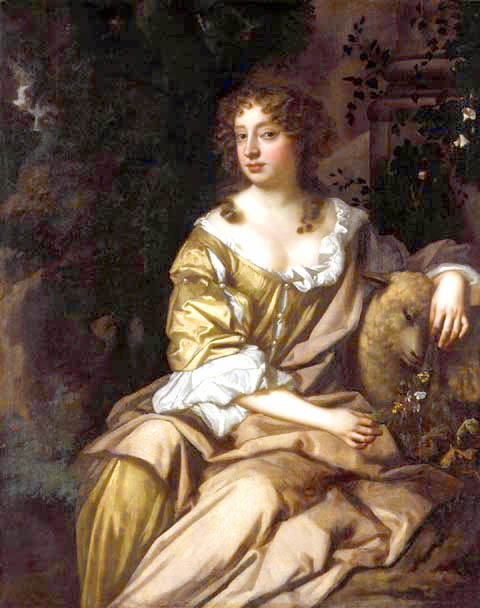
Portrait de Nell Gwyn, 1675
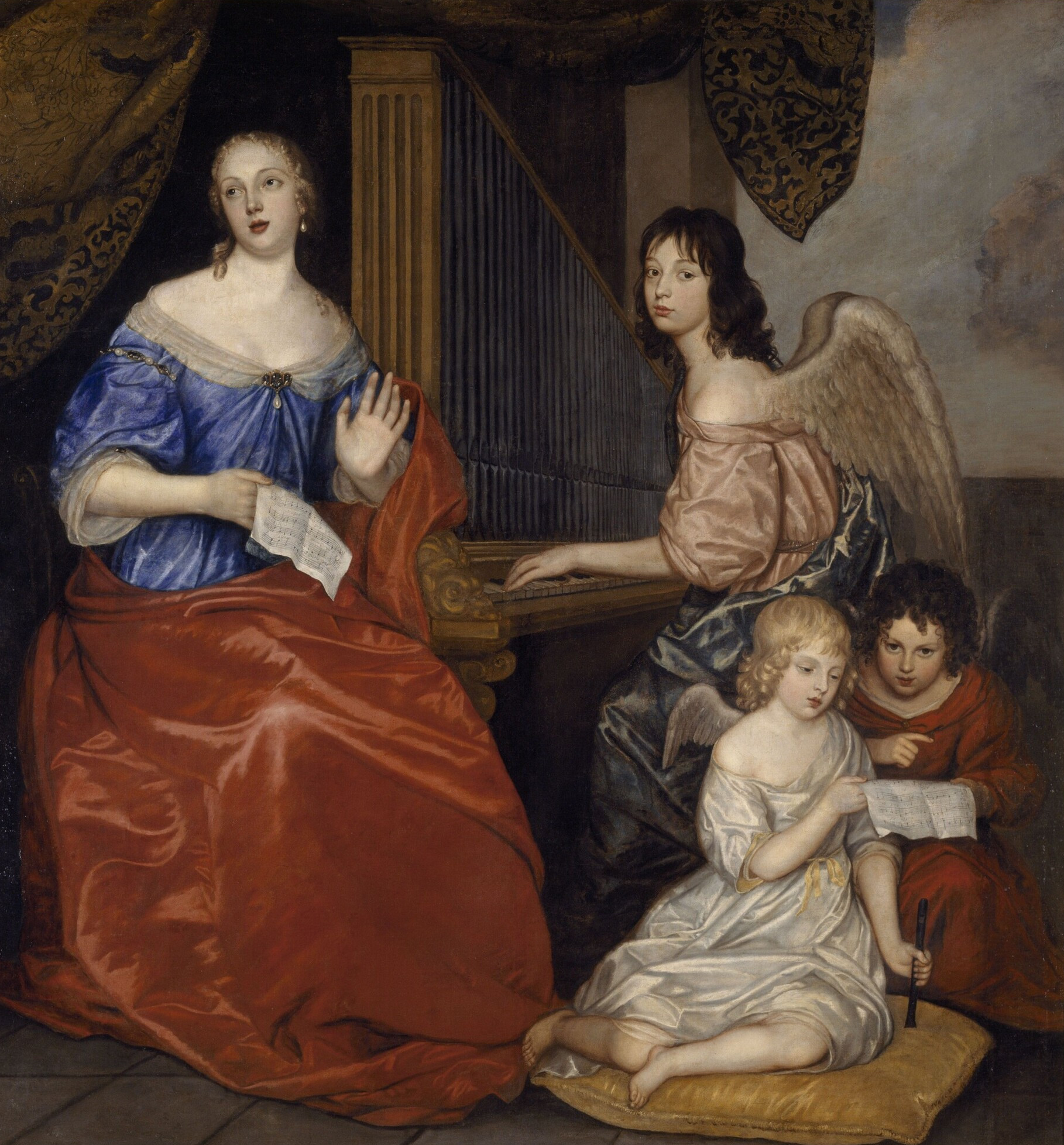
Louise de La Vallière et ses enfants Musée des beaux-arts de Rennes.Elizabeth Murray avec un serviteur noir, vers 1651

Il est possible qu'une partie des œuvres qui lui ont été attribuées furent réalisées par Henry Anderton, qui était à l'époque son rival comme peintre de membres de la cour. 